# Olga Fonda
Olga Fonda, pseudonimo di Ol'ga Čakova in russo Ольга Чакова? (Uchta, 1º ottobre 1982), è un'attrice e modella russa.

## Biografia
Nata e cresciuta ad Uchta, nel nord della Russia europea, all'età di quattordici anni si trasferisce negli Stati Uniti d'America, per uno scambio scolastico e frequenta la Winthrop High School nel Maine. Decide poi di trasferirsi definitivamente.
La sua carriera è iniziata nel 2005. Nel 2010 ha partecipato al film Vi presento i nostri e nel 2011 ai film Crazy, Stupid, Love e Real Steel.
Dal 2013 al 2014 fa parte del cast della serie televisiva The Vampire Diaries nel ruolo di Nadia Petrova, figlia di Katerina Petrova.

## Filmografia

### Cinema
- Love Hurts, regia di Barra Grant (2009)
- Vi presento i nostri (Little Fockers), regia di Paul Weitz (2010)
- Crazy, Stupid, Love, regia di Glenn Ficarra e John Requa (2011)
- Real Steel, regia di Shawn Levy (2011)
- The Twilight Saga: Breaking Dawn - Parte 1 regia di Bill Condon (2011)
- 11 settembre: Senza scampo (9/11), regia di Martin Guigui (2017)

### Televisione
- Nip/Tuck – serie TV, episodio 4x09 (2006)
- Ugly Betty – serie TV, episodio 1x14 (2007)
- Entourage – serie TV, episodio 6x12 (2009)
- How I Met Your Mother – serie TV, episodio 5x03 (2009)
- Melrose Place – serie TV, episodio 1x08 (2009) – non accreditata
- Nikita – serie TV, episodio 3x14 (2013)
- The Vampire Diaries – serie TV, 12 episodi (2013-2014)
- Agent X – serie TV, 5 episodi (2015)
- Hawaii Five-0 – serie TV, episodio 6x17 (2016)
- Altered Carbon – serie TV, episodio 1x01 (2018)
- My Dead Ex – serie TV, episodio 1x08 (2018)
- The Detour – serie TV, episodi 4x09 e 4x10 (2019)

## Doppiatrici italiane
Nelle versioni in italiano delle opere in cui ha recitato, Olga Fonda è stata doppiata da:
- Ekaterina Jernova in Real Steel
- Roberta Pellini in The Vampire Diaries
- Daniela Calò in Agent X
- Eva Padoan in Hawaii Five-0
- Giorgia Locuratolo in Altered Carbon